# Куцокрил брунатний
Куцокри́л брунатний (Bradypterus cinnamomeus) — вид горобцеподібних птахів родини кобилочкових (Locustellidae). Мешкає в Східній Африці.

## Опис
Довжина птаха становить 14-15 см, вага 15-22 г. Виду не притаманний статевий диморфізм. У представників номінативного підвиду верхня частина тіла темно-оливково-коричнева, надхвістя і хвіст рудуваті, горло і живіт білуваті, нижня частина тіла коричнева. Над очима охристі "брови", очі, дзьоб і лапи коричневі. У молодих птахів верхня частина тіла коричнева, нижня частина тіла жовтувата.

## Підвиди
Виділяють чотири підвиди:
- B. c. cavei Macdonald, 1939 — Південний Судан, північно-східна Уганда;
- B. c. cinnamomeus (Rüppell, 1840) — від Ефіопії до північної Танзанії;
- B. c. mildbreadi Reichenow, 1908 — гори Рувензорі;
- B. c. nyassae Shelley, 1893 — південний схід ДР Конго, північно-східна і південно-західна Танзанія, північно-східна Замбія і Малаві.

## Поширення і екологія
Брунатні куцокрили живуть в гірських тропічних лісах і чагарникових заростях. Зустрічаються на висоті від 1300 до 3300 м над рівнем моря.